# Three Young Texans
Three Young Texans é um filme de faroeste americano de 1954 dirigido por Henry Levin e estrelado por Mitzi Gaynor, Keefe Brasselle e Jeffrey Hunter.

## Elenco
- Mitzi Gaynor como Rusty Blair
- Keefe Brasselle como Tony Ballew
- Jeffrey Hunter como Johnny Colt
- Harvey Stephens como Jim Colt
- Dan Riss como xerife Carter
- Michael Ansara como Apache Joe
- Aaron Spelling como Catur
- Morris Ankrum como Jeff Blair
- Frank Wilcox como Bill McAdoo
- Helen Wallace como Martha Colt